# Kate Havnevik

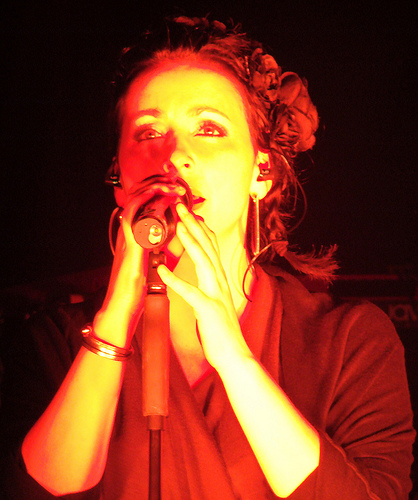
Kate Havnevik 2010

Kate Havnevik (* 27. Oktober 1975 in Oslo) ist eine norwegische Indie-Rock-Singer-Songwriterin und Komponistin. Bühnenauftritte und Kooperationen mit anderen Musikern absolvierte Kate teilweise unter dem Pseudonym Kate Kobro, dem Namen ihrer Urgroßmutter.

## Leben
Kate Havneviks Mutter ist Norwegerin, ihr Vater stammt aus England. Beide sind klassisch ausgebildete Musiker und spielen Flöte, ebenso Kate, nebst anderen Instrumenten Klavier, Gitarre und Melodica. Havnevik wollte schon früh als Klassik- und Jazz-Musikerin arbeiten. Bereits mit 14 Jahren hatte sie als Mitglied einer aus weiblichen Mitgliedern bestehenden Punk-Band Auftritte im Blitz, einem illegal besetzten Club und Zentrum der Punkbewegung in Oslo.
1994 beschloss Havnevik nach England zu reisen und studierte in Liverpool Musik und Komposition, bevor sie sich in London niederließ.
Zur Verbesserung ihrer musikalischen Kompositionen suchte Kate Havnevik den Kontakt mit bekannten Produzenten, namentlich Guy Sigsworth von Frou Frou, der auch mit Imogen Heap, Madonna, Jem, Britney Spears und Björk zusammengearbeitet hatte. Havnevik hatte Sigsworth bereits 2001 erstmals kontaktiert und Nachrichten hinterlassen, bis er einem Treffen zusagte. Gemeinsam schrieben sie einige Songs, die teilweise auf Melankton veröffentlicht wurden.
Ihr mit Stilelementen aus Trip-Hop und Electronica entstandenes Debütalbum Melankton wurde im März 2006 veröffentlicht. Der Albumtitel ist einer Figur aus einem norwegischen Buch entliehen und kann auch mit „Schwarze Rose“ übersetzt werden. Zwei ihrer Songs wurden von der englischen Electronic-Pop-Band Temposhark gecovert.
Kate publiziert ihre Alben auf dem eigenen Label „Continentica Records“.

### Zusammenarbeit mit anderen Künstlern
Für die isländische Adaption „Love is in the Air“ von Romeo und Julia durch die Theatergruppe Vesturport hat Kate Havnevik Teile der Musik komponiert, dazu gehört eine Coverversion von Ewan McColls „The First Time Ever I Saw Your Face“. Die Produktion wurde 2002 in Island erstmals aufgeführt, mit weiteren Vorstellungen im Oktober 2003 am Londoner „Young Vic Theatre“, im darauffolgenden Jahr im „West End“ und vom 4. bis 7. November 2004 anlässlich der Nordischen Filmtage Lübeck ein filmisches Making-of der Theateraufführung.
Havnevik war Co-Autorin und Sängerin im Song „Crazy“ (2005) auf dem Solo-Album des früheren The-Cranberries-Gitarristen Noel Hogan respektive Backing Vocal für dessen „mono band“. Aus der Zusammenarbeit mit Guy Sigsworth stammen auch die Backing Vocals des Ende 2005 veröffentlichten Britney-Spears-Songs Someday (I Will Understand). Zum britischen Kurzfilm „Jodie“ (2005) von Dusan Tolmac hat Havnevik die Musik komponiert, geplant ist ein weiterer Film mit dem Titel Foreigner.
Auf Röyksopps „The Unterstanding“ (2005) beteiligte Kate sich als Co-Komponistin und Gastsängerin in „Only This Moment“ und „Circuit Breaker“ – sie hat auch Vocals zu Röyksopps EP „Röyksopp's Night Out“ beigetragen. Weiterhin hat Havnevik auch mit Marius de Vries zusammengearbeitet, ebenfalls Produzent von Björk, aber auch von David Gray und Yoad Nevo, bekannt für seine Arbeit mit der walisischen Sängerin Jem – u. a. für den Soundtrack von „Love is in the Air“. Weitere Zusammenarbeiten entstanden mit Moby, Tom Middleton, Valgeir Sigurdsson, Paul Statham und Beyond Dawn.

### „Grey's Anatomy“ und weitere TV-Soundtracks
Bereits am 12. Februar 2006, mit der Folge II/17 „As We Know It“ von ABC's erfolgreichen Spital-Drama „Grey’s Anatomy“, wurde „Unlike Me (A'cappella Version)“, die UK-Single-Auskopplung von „Melankton“, inoffiziell vorgestellt, und in der späteren Folge II/24 „Nowhere Warm“.
Einen neuen Song, mit dem Titel „Grace“, komponierte Kate exklusiv für das Finale der zweiten Staffel von „Grey's Anatomy“, der ebenfalls auf dem zweiten „Grey's Anatomy“ Soundtrack veröffentlicht wurde. Außerdem kam "Timeless" später in der 3. Staffel.
„So:lo“ (III/4) wird auch in der derzeit (März 2007) von ABC produzierten dritten Staffel der Spital-Serie zu hören sein und ist bereits auf iTunes exklusiv erhältlich, ebenso „Kaleidoscope“ (III/5) und „New Day“ (III/9). Kates bislang siebter Songbeitrag „Strangelove“ (III/16) für „Grey's Anatomy“ wurde auch in einer Episode von The West Wing verwendet.
In Zusammenarbeit mit Carmen Rizzo folgten „Travel In Time“ auf Rizzos „The Lost Art of the Idle Moment“. Der Song wurde für die UK-Version von „Melankton“ remixed und ist Teil des Soundtracks einer Folge der 3. Staffel von O.C., California des US-Senders FOX sowie einer Folge des NBC TV Serien-Dramas Windfall.

### Aktuelle Projekte
Album Nummer 3 mit dem Titel "& i" erschien Ende Februar 2015. Wie bei "YOU" setzte die Künstlerin auch dieses Mal wieder auf die crowdfunding-Platform PledgeMusic.com und finanzierte die Finalisierung und Produktion des Projektes.
In Zusammenarbeit mit Christopher von Deylens Projekt Schiller entstanden für das Album Atemlos die Songs „Don't Go“ und „The Fire“ sowie für die Limited DVD+CD Edition Lichtblick der Song „Ghost“.
Am 5. Oktober 2012 erschien das neue Album von Schiller namens "Sonne" auf dem Kate Havnevik bei drei Liedern mitwirkte: "Hallucinating Beauty", "Velvet Aeroplane" und "Oasis".
Im November 2006 unterbrach Kate Havnevik die Studio-Aufnahmen, um ihre Live-Auftritte wieder aufzunehmen: Am 5. Dezember 2006 in Janice Longs Show auf BBC Radio 2, mit „Unlike me“, „I Don't Know You“ und „New Day“. Davor ist sie bereits im bekannten „Viper Room“ in Los Angeles aufgetreten und hatte Live-Sessions beim unabhängigen L.A. Radio Sender KCRW, ein Wunsch von Nick Harcourt für dessen Musik-Sendung „Morning Becomes Eclectic“, infolgedessen Kate Havnevik in den KRCW Charts Platz 5 mit ihrem Demo-Tape „Breathe Deeper“ belegte. Weitere Konzerte waren in verschiedenen Städten in den USA, in Norwegen, Island und England.

## Diskografie

### Soloprojekte
- 2015: "& i" – album (Februar)
- 2014: "Residue" – Doppelalbum (Remixes, Raritäten und Demos)
- 2013: "Signals" – single
- 2013: "A Better Way To Love" – single
- 2013: "MINE" – single
- 2011: "YOU" – album
- 2011: "Grace" – CD-Single
- 2009: "Me" – 5-Track-EP
- 2009: „Halo“ – CD-Single
- 2006: „Unlike Me“ – CD-Single
- 2006: „Melankton“ – album

### Soundtracks
- 2013: Original Soundtrack ,Mormor og de åtte ungene'  (release date: tba)
- 2006: Original Television Soundtrack ‚Grey's Anatomy’ Vol. 2 (12. September 2006)

### Kooperationen
- 1999: Chameleon („Beyond Dawn“, Album „Electric Sulking Machine“)
- 2003: Love is in the Air (Soundtrack, Kooperation Vesturport (Theatergruppe) aus Reykjavík)
- 2005: Someday (I Will Understand) (Co-Autorin und Vocals mit Britney Spears)
- 2005: Only This Moment und Circuit Breaker (Röyksopp, Album „The Unterstanding“)
- 2005: Crazy (mit dem ehemaligen „The Cranberries“ Gitarristen Noel Hogan respektive Background Vocals für dessen „mono band“)
- 2006: Travel In Time (Carmen Rizzo, Album „The Lost Art of the Idle Moment“)
- 2006: Röyksopp's Night Out (Vocals auf der EP)
- 2010: The Fire und Don't Go (Schiller, Album Atemlos)
- 2010: Ghost (Schiller, Album "Atemlos live")
- 2010: Live-Aufnahmen aus der Hamburger O2-Arena, Konzert im Mai 2010 (Schiller, DVD Lichtblick)
- 2012: "Hallucinating Beauty", "Velvet Aeroplane" und "Oasis" ("Schiller", Album "Sonne")